# Московское археологическое общество
Моско́вское археологи́ческое о́бщество — российское научное общество, основанное в 1864 году. Имело своей целью «…исследование археологии вообще и преимущественно русской». С 1881 года — Императорское Московское археологическое общество.

## История общества
Первым меценатом общества был С. Г. Строганов и он, наряду с графом А. С. Уваровым, считается его создателем.
Первый устав общества был утверждён 19 сентября (1 октября) 1864 года. Но первое заседание учредителей состоялось ещё 17 (29) февраля 1864 года, и эта дата считается официальной датой основания Общества. Помимо археологии, члены общества также занимались нумизматикой, реставрацией и охраной памятников старины, вели издательскую деятельность. Публичные заседания Общества проходили в Москве в доме 1/7 по Малой Дмитровке.

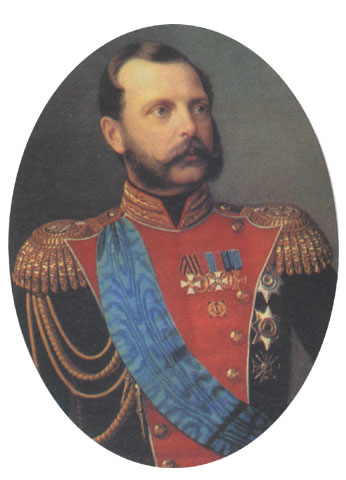
Александр II

В 1868 году Александр II передал в ведение Московского археологического общества здание палат Аверкия Кириллова (Москва, Берсеневская набережная, 20) которые и стали первым объектов отреставрированным Обществом. Благодаря этой успешной реставрации Общество стало методическим и научным реставрационным центром и выполняло эти функции до 1889 года, когда этим стала заниматься Археологическая комиссия. В период с 1869 по 1911 год Московское археологическое общество проводило археологические съезды на которых на всеобщее обозрение выставлялись вновь открытые памятники старины. В 1877 году Московское археологическое общество приняло новый устав.
Численность Общества не превышала 500 человек (423 члена в 1904 году, 362 члена в 1914 году). С 1872 года Общество получало правительственные субсидии для проведения археологических раскопок. Само Общество существовало на пожертвования и выручки от продажи изданий общества и только в 1914 году в честь 50-летия образования Общества ему была назначена государственная субсидия в размере 10 тысяч рублей.
При обществе существовали комиссии: по сохранению памятников (с 1876), Восточная (с 1887), Славянская (с 1892), Археологическая (с 1896), по изучению старой Москвы (с 1909). Последнюю из них, известную как комиссия «Старая Москва», возглавляла графиня П. С. Уварова, вдова А. С. Уварова. В октябре 1917 года Уварова уехала из Москвы на Кубань, а затем эмигрировала в Югославию. Заседания Комиссии возобновились в январе 1918 года.
После П. С. Уваровой МАО возглавляли Э. В. Готье-Дюфайе, который вскоре был вынужден эмигрировать, затем А. М. Васнецов, а с 1919 года — Д. Н. Анучин. Поскольку охрану памятников взяло на себя государство, деятельность «Старой Москвы» после революции стала основной для всего МАО. На заседаниях комиссии читались доклады, её члены занималась выявлением и охраной памятников, проводились выставки и экскурсии, издавались сборники «Московский краевед» и др.
В июне 1923 года Московское археологическое общество и его комиссии, кроме Комиссии по изучению старой Москвы, были закрыты распоряжением Наркомата внутренних дел РСФСР.. Лишь благодаря различным объединениям с официальными организациями «Старой Москве» удалось просуществовать до февраля 1930 года. В 1990 году деятельность Комиссии по изучению старой Москвы была возрождена на базе Государственной Публичной Исторической библиотеки. Её председателем стал известный писатель-москвовед В. Б. Муравьёв, секретарём — А. М. Коротеева.

## Руководители Общества
Председатели
- 1864—1885: председатель, А. С. Уваров
- 1885—1917: председатель, П. С. Уварова
- 1917—1923: Д. Н. Анучин

Товарищ председателя
- К. К. Герц (1872—1883)
- Д. Н. Анучин

Секретарь общества
- В. К. Трутовский. Одновременно был председателем Московского нумизматического общества[2].

## Члены Общества
Членами-основателями общества были А. Н. Андреев, А. В. Брыкин, А. Е. Викторов, А. А. Гатцук, К. К. Герц, С. В. Ешевский, Д. П. Исаенко, Н. Н. Львов, П. И. Севастьянов, Д. П. Сонцов, П. А. Хвощинский, Ю. Д. Филимонов, Р. И. Шуберт (Губерт).
К 1864 году Общество насчитывало уже около 60 членов.
Вместе с археологами и историками, в Общество входили известные филологи, писатели, архитекторы и художники. В разное время членами МАО состояли: А. И. Артемьев, И. Н. Бороздин, В. А. Городцов, И. Е. Забелин, В. О. Ключевский, Н. И. Костомаров, В. Н. Крейтон, С. М. Соловьёв, К. П. Яновский, Ф. Ф. Горностаев, А. М. Васнецов, А. Ф. Вельтман, И. П. Машков, А. Ф. Лихачёв, Н. К. Богушевский, Д. О. Шеппинг, Д. Ф. Щеглов, Алишан, Гевонд и другие.

## Издания Общества
- Археологические известия и заметки. Т. I—VII. М., 1893—1900.
- Археологический вестник. Т. 1-6. М., 1867—?.
  - Т. 1. (1867—1868). М., 1868. Google Книги
- «Древности». Труды Московского археологического общества. Т. 1-25. М., 1865—1917.
  - Т. 1.
    - Вып. I—II. М., 1865—1867. Google Книги; Книгафонд

  - Т. 2.
    - Вып. I. М., 1870. Google Книги
    - Вып. II. М., 1869. Книгафонд
    - Вып. III. М., 1870. Книгафонд

  - Т. 3.
    - Вып. I. М., 1870. Google Книги; Книгафонд
    - Вып. II. М., 1871. Google Книги; Книгафонд
    - Вып. III. М., 1873. Google Книги; Книгафонд

  - Т. 4.
    - Вып. I. М., 1874. Книгафонд
    - Вып. II. М., 1874. Книгафонд
    - Вып. III. М., 1874. Книгафонд; Книгафонд

  - Т. 5.
    - Вып. I. М., 1885. Книгафонд

  - Т. 6.
    - Вып. I. М., 1875. Книгафонд
    - Вып. II. М., 1876. Книгафонд
    - Вып. III. М., 1876. Книгафонд

  - Т. 7.
    - Вып. I. М., 1877. Книгафонд
    - Вып. II. М., 1878. Книгафонд
    - Вып. III. М., 1878. Книгафонд

  - Т. 8. М., 1880. Книгафонд
  - Т. 9.
    - Вып. I. М., 1881. Книгафонд
    - Вып. II—III. М., 1883. Книгафонд

  - Т. 10. М., 1885. Книгафонд
  - Т. 11.
    - Вып. I. М., 1886. Книгафонд
    - Вып. II. М., 1886. Книгафонд
    - Вып. III. М., 1887. Книгафонд

  - Т. 12. М., 1888. Книгафонд
  - Т. 13.
    - Вып. I. М., 1889. Книгафонд
    - Вып. II. М., 1890. Книгафонд

  - Т. 14. М., 1890. Книгафонд (недоступная ссылка)
  - Т. 15.
    - Вып. I. М., 1894. Книгафонд
    - Вып. II. М., 1894. Книгафонд

  - Т. 16. М., 1900. Книгафонд (недоступная ссылка)
  - Т. 17. М., 1900. Книгафонд (недоступная ссылка)
  - Т. 18. М., 1901. Книгафонд (недоступная ссылка)
  - Т. 19.
    - Вып. I. М., 1901. Книгафонд
    - Вып. III. М., 1902. Книгафонд

  - Т. 20. М., 1904. Книгафонд
  - Т. 21.
    - Вып. I. М., 1906. Книгафонд
    - Вып. II. М., 1907. Книгафонд

  - Т. 22.
    - Вып. I. М., 1909. Книгафонд
    - Вып. II. М., 1909. Книгафонд

  - Т. 23.
    - Вып. I. М., 1911. Книгафонд

  - Т. 24. М., 1914. Книгафонд
- «Древности восточные». Труды Восточной комиссии. Т. 1 — 5. М., 1889—1915.
  - Т. 1.
    - Вып. I. М., 1889. Книгафонд
    - Вып. III. М., 1893. Книгафонд
- «Древности». Труды Славянской комиссии. Т. 1 — 5. М., 1886—1911.
- «Древности». Труды Археографической комиссии. Т. 1-3. М., 1898—1913.
  - Т. 1.
    - Вып. I. М., 1898. Книгафонд; Книгафонд

  - Т. 2.
    - Вып. II. М., 1902. Книгафонд; Книгафонд; Книгафонд
- «Древности». Труды Комиссии по сохранению древних памятников. Т. I—VI. М., 1907—1915.
  - Т. I. М., 1907. Книгафонд
  - Т. II. М., 1908. Книгафонд
- «Древности». Археологическая комиссия. М., 1899—1913.
- «Старая Москва: Труды комиссии по изучению старой Москвы». Вып. 1-2. М., 1912—1914.
- Материалы по археологии Кавказа, собранные экспедициями Императорского Московского Археологического Общества, снаряженными на Высочайше дарованные средства. Вып. 1-12. М., 1888—1916.
- Материалы по археологии Восточных губерний России, собранные и изданные Императорским Московским Археологическим Обществом на Высочайше дарованные средства. Вып. 1-3. М., 1893—1899.

- «Древности» (31 выпуск,1990) организован руководителем Отделения истории и культуры Российской Народной Академии наук Г. Н. Матюшин, который провёл большую работу по воссозданию Российского Археологического общества. Первые два выпуска посвящены мемуарам, с третьего началась публикация научных материалов.